# Orthetrum guineense
Orthetrum guineense – gatunek ważki z rodziny ważkowatych (Libellulidae). Występuje w Afryce Subsaharyjskiej i jest szeroko rozpowszechniony – od Gwinei i Gwinei Bissau na wschód po Etiopię i na południe po północną Namibię, Botswanę i północną RPA.
W RPA imago lata od grudnia do końca kwietnia. Długość ciała 41–45 mm. Długość tylnego skrzydła 28–32 mm.